# La Colère de Maigret
La Colère de Maigret est un roman policier de Georges Simenon publié en 1963. Il fait partie de la série des Maigret. Il a été écrit entre le 13 et le 19 juin 1962 à Noland, Echandens (canton de Vaud), en Suisse.
Le roman a fait l'objet d'une pré-publication du 28 juin au 22 juillet 1963 (soit 21 épisodes) dans le quotidien Le Figaro.

## Résumé
Antonio Farano, gérant du « Paris-Strip », révèle à Maigret la disparition de son beau-frère, Émile Boulay, patron de plusieurs cabarets à Montmartre. Peu après, celui-ci est retrouvé, étranglé, près du Père-Lachaise. L'autopsie établira que la mort remonte à deux jours au moins. Maigret reconstitue les faits petit à petit.
Boulay dirigeait personnellement trois de ses cabarets et menait une vie modeste, calme et sage, au milieu de sa famille. Puis un certain Mazotti avait fait son apparition et, sous prétexte de protection, s'était mis à exiger des propriétaires de cabarets des sommes considérables, provoquant des bagarres chez ceux qui refusaient de payer. Boulay, aidé de dockers du Havre, avait mis Mazotti au pas et lorsque ce dernier avait été tué, la police avait soupçonné Boulay d'avoir commis le meurtre. Maigret apprend également que la veille du jour où il avait été convoqué à la P.J. par l'un de ses inspecteurs, Boulay avait retiré 500 000 francs de sa banque, ce qui était tout à fait contraire à ses habitudes ; puis, le soir de sa disparition, il avait donné vainement plusieurs coups de téléphone avant d'obtenir la communication. Il s'était rendu peu après à un rendez-vous où il a trouvé la mort.
Maigret a l'occasion de rencontrer l'avocat de Boulay, maître Gaillard. Il constate que ce dernier plaide peu et choisit ses causes avec soin. D'autre part, sa voiture, en réparation au moment du crime, n'aurait pu stationner à ce moment-là devant son hôtel particulier, comme il le prétend lorsque Maigret l'interroge. Or, le jour où Gaillard est rentré en possession de sa voiture coïncide justement avec celui de la découverte du corps de Boulay. Sur ces entrefaites, un jeune voleur d'autos nommé Mauran avoue avoir payé 100 000 francs à Gaillard pour corrompre Maigret quelque temps auparavant. Le commissaire fait le rapprochement entre le versement des 100 000 francs de Mauran et la disparition des 500 000 francs de Boulay. Croyant avoir acheté sa sécurité auprès de la police en versant cette somme à son avocat, Boulay s'était étonné de recevoir une nouvelle convocation : il avait exigé des explications de Gaillard, qui n'avait eu d'autre ressource que de le supprimer. Arrêté, l'avocat se pendra dans sa cellule.

## Aspects particuliers du roman
Obsédé par quelques images qui lui viennent des éléments fournis par l’enquête, Maigret laisse éclater sa colère à la fin du récit, en apprenant qu’on a abusé de son nom pour le mêler à une escroquerie. 

## Fiche signalétique de l'ouvrage

### Cadre spatio-temporel

#### Espace
Paris (quartier de Pigalle).

#### Temps
Époque contemporaine ; l’enquête se déroule du 12 au 18 juin.

### Les personnages

#### Personnage principal
Émile Boulay, la victime. Patron de cabarets à Pigalle. Marié, deux enfants de 3 ans et 10 mois. Âge non précisé.

#### Autres personnages
- Antonio Farano, Italien, beau-frère de Boulay et gérant d’une de ses boîtes de nuit, marié.
- Marina Farano, épouse d’Emile Boulay, 25-26 ans.
- Ada Farano, sœur de Marina, secrétaire de Boulay, 22 ans.
- Jean-Charles Gaillard, avocat, environ 45 ans.
- Gaston Mauran, voleur de voitures, 20 ans.

## Éditions
- Édition originale : Presses de la Cité, 1963
- Le Livre de poche n° 32733, 2001  (ISBN 978-2-253-14235-5)
- Tout Simenon, tome 12, Omnibus, 2003  (ISBN 978-2-258-06053-1)
- Tout Maigret, tome 8, Omnibus,  2019  (ISBN 978-2-258-15049-2)

## Adaptations
- 1968 : De woede van Maigret, téléfilm néerlandais avec Jan Teulings
- 1978 : Keishi to korosareta yōgisha, téléfilm japonais de Onoda Yoshiki, avec Kinya Aikawa (Commissaire Maigret).
- 1983 : La Colère de Maigret, téléfilm français d'Alain Levent, scénario et dialogues de Jacques Remy, avec Jean Richard dans le rôle-titre. Première diffusion : Antenne 2, le 12 janvier 1983.

## Source
- Maurice Piron, Michel Lemoine, L'Univers de Simenon, guide des romans et nouvelles (1931-1972) de Georges Simenon, Presses de la Cité, 1983, p. 376-377  (ISBN 978-2-258-01152-6)